# Kalenga (instrument)
Een kalenga of kalengo is een Nigeriaanse heuptrommel. Het instrument is bekend als de 'pratende' trommel omdat zijn geluid het tonale karakter van vele West-Afrikaanse talen imiteert.
De kalengo wordt bespeeld door met een gebogen stok tegen een van de koppen te slaan. De drummer kan de toonhoogte veranderen door op de snaren te drukken, waardoor de spanning van de kop verandert.